# Naim Sibara
Julio Mario Sibara, conosciuto come Naím Sibara o El Turco Naím (Luan Toro, 17 giugno 1966), è un attore, musicista e comico argentino.

## Biografia
Fa parte del gruppo musicale Gin Tonic, e fa parte della Multitalent Agency.

### Vita privata
Il 3 dicembre 2009 si sposa con Emilia Attias, con la quale aveva una relazione dal 2006.
Il 28 ottobre 2016 è nata la figlia Gina. La coppia si separa nel 2024.

## Filmografia

### Televisione
- Gladiadores de Pompeya – serial TV (2006)
- Minou – serial TV (2011)
- Camino al amor – serial TV (2014)
- Educando a Nina – serial TV (2016)

### Radio
- Noches Turcas (2009)

### Programmi televisivi
- Videomatch, (1996-2004)
- Showmatch, (2004-2005, 2009)
- Cocinando para vos (América TV, 2017-2018) Conduttore

## Teatro
- El Champán las pone mimosas (2006)
- Le referí cornud (2007)
- Livin la viuda loca (2009-2010)